# Zyginopsis verticalis
Zyginopsis verticalis är en insektsart som först beskrevs av M. Firoz Ahmed 1970.  Zyginopsis verticalis ingår i släktet Zyginopsis och familjen dvärgstritar. Inga underarter finns listade i Catalogue of Life.